# Liste der Kulturgüter in Ermatingen
Die Liste der Kulturgüter in Ermatingen enthält alle Objekte in der Gemeinde Ermatingen im Kanton Thurgau, die gemäss der Haager Konvention zum Schutz von Kulturgut bei bewaffneten Konflikten, dem Bundesgesetz vom 20. Juni 2014 über den Schutz der Kulturgüter bei bewaffneten Konflikten sowie der Verordnung vom 29. Oktober 2014 über den Schutz der Kulturgüter bei bewaffneten Konflikten unter Schutz stehen.
Objekte der Kategorien A und B sind vollständig in der Liste enthalten, Objekte der Kategorie C fehlen zurzeit (Stand: 1. Januar 2023).

## Kulturgüter
| Foto |                                                                                             | Objekt                                                             | Kat. | Typ | Standort                                 | Beschreibung                                        |
| ---- | ------------------------------------------------------------------------------------------- | ------------------------------------------------------------------ | ---- | --- | ---------------------------------------- | --------------------------------------------------- |
| ja   | Datei hochladen · Wikidata zu Paritätische Kirche St. Albin (Q2052463)                      | Paritätische Kirche St. Albin KGS-Nr.: 04989                       | A    | G   | Kirchgasse 2.1, 9.4 723300 / 281200      |                                                     |
| BW   | Datei hochladen · Wikidata zu Westerfeld/Büge, prähistorische Seeufersiedlungen (Q29525856) | Westerfeld / Büge, prähistorische Seeufersiedlungen KGS-Nr.: 04994 | A    | F   | Westerfeldstrasse 722670 / 281550        |                                                     |
| ja   | Datei hochladen · Wikidata zu Gasthaus Adler (Q29525851)                                    | Gasthaus Adler KGS-Nr.: 10236                                      | A    | G   | Fruthwilerstrasse 2 723244 / 281119      |                                                     |
| ja   | Datei hochladen · Wikidata zu Kehlhof (Q17124035)                                           | Kehlhof KGS-Nr.: 10237                                             | A    | G   | Kehlhofstrasse 8 723219 / 281193         |                                                     |
| ja   | Datei hochladen · Wikidata zu Schloss Wolfsberg mit Parquin-Haus und Kapelle (Q29882781)    | Schloss Wolfsberg mit Parquin-Haus und Kapelle KGS-Nr.: 04991      | B    | G   | Wolfsberg 15.2, 15, 11.5 723200 / 279940 |                                                     |
| ja   | Datei hochladen · Wikidata zu Paritätische Kapelle St. Nikolaus (Q29882774)                 | Paritätische Kapelle St. Nikolaus KGS-Nr.: 04993                   | B    | G   | Kirchstrasse 43.3 725377 / 280365        |                                                     |
| ja   | Datei hochladen · Wikidata zu Villa Lilienberg (Q46650774)                                  | Villa Lilienberg KGS-Nr.: 05022                                    | B    | G   | Arenenbergstrasse 3 722826 / 281119      |                                                     |
| ja   | Datei hochladen · Wikidata zu Villa Breitenstein (Q29882783)                                | Villa Breitenstein KGS-Nr.: 10957                                  | B    | G   | Fruthwilerstrasse 70 722904 / 280933     |                                                     |
| ja   | Datei hochladen · Wikidata zu Wohnhaus Zur Post / Haus Schwarz (Q29882795)                  | Wohnhaus Zur Post, Haus Schwarz KGS-Nr.: 10958                     | B    | G   | Hauptstrasse 58, 58a 725649 / 280191     |                                                     |
| ja   | Datei hochladen · Wikidata zu Wohnhaus (Q29882785)                                          | Wohnhaus KGS-Nr.: 10959                                            | B    | G   | Kirchgasse 13 723323 / 281262            |                                                     |
| ja   | Datei hochladen · Wikidata zu Wohnhaus Harmonie (Q29882786)                                 | Wohnhaus Harmonie KGS-Nr.: 13685                                   | B    | G   | Hauptstrasse 64 723064 / 281111          |                                                     |
| ja   | Datei hochladen · Wikidata zu Wohnhaus Phönix (Q29882788)                                   | Wohnhaus Phönix KGS-Nr.: 13686                                     | B    | G   | Hauptstrasse 62 723046 / 281105          |                                                     |
| ja   | Datei hochladen · Wikidata zu Rellingsches Schlössli (Q29882777)                            | Rellingsches Schlössli KGS-Nr.: 13687                              | B    | G   | Berggasse 3 723340 / 281014              |                                                     |
| ja   | Datei hochladen · Wikidata zu Wohnhaus Zum Engel (Q29882792)                                | Wohnhaus Zum Engel KGS-Nr.: 13688                                  | B    | G   | Fischergässli 11a 723515 / 281716        |                                                     |
| ja   | Datei hochladen · Wikidata zu Wohnhaus Schiff (Q29882790)                                   | Wohnhaus Schiff KGS-Nr.: 13690                                     | B    | G   | Schiffgasse 21 723865 / 281609           |                                                     |
| ja   | Datei hochladen · Wikidata zu Wohnhaus zum Seegarten (Q29882793)                            | Wohnhaus zum Seegarten KGS-Nr.: 13691                              | B    | G   | Obere Seestrasse 70 723968 / 281555      |                                                     |
| ja   | Datei hochladen · Wikidata zu Remise (Q29882780)                                            | Remise KGS-Nr.: 13894                                              | B    | G   | Adlerstrasse 2.2 723045 / 281073         | Remise des Wohnhauses Phönix an der Hauptstrasse 62 |